# Hành vi gây hấn thụ động
Hành vi gây hấn thụ động (tiếng Anh: passive-aggressive behavior) được điển hình hoá bởi sự thù địch thụ động và việc tránh né đối thoại trực tiếp. Không có phản ứng lúc mà phản ứng được coi là phù hợp với lệ thường của xã hội là một chiến thuật gây hấn thụ động thường thấy (có mặt tại một sự kiện trễ giờ, giữ im lặng lúc mà người ta trông chờ một lời phản hồi). Loạt hành vi này thường bị những người xung quanh phản đối, và gây khó chịu hoặc khó hiểu cho người khác. Những người phải đối mặt với hành vi gây hấn thụ động thường cảm thấy căng thẳng và lo âu do những gì họ cảm nhận thấy và những gì người gây hấn thụ động đang nói không trùng khớp với nhau.

## Lịch sử
Hành vi gây hấn thụ động lần đầu được định nghĩa lâm sàng bởi Thượng tá William C. Menninger trong Chiến tranh thế giới thứ hai qua phản ứng của bộ đội đối với việc phải tuân lệnh quân sự. Menninger mô tả những người lính không chống đối một cách công khai nhưng bày tỏ thái độ bất tuân dân sự của mình (cái mà ông gọi là "sự gây hấn") bằng "những biện pháp thụ động, chẳng hạn như bĩu môi, ương ngạnh, trì hoãn làm việc, bất tài, và cản trở một cách thụ động"; Menninger cho rằng lý do đằng sau việc này là vì (họ) "chưa chín chắn" và là phản ứng đối với "áp lực quân sự thường xuyên".